# Essai de métaphysique
L'Essai de métaphysique est un écrit philosophique d'Henri de Boulainvilliers du début du XVIIIe siècle. Cet écrit a permis de populariser les thèses de Baruch Spinoza à travers l'Europe. Il fait partie du corpus Spinozarum de Boulainvilliers.

## Contenu
Le texte est composé d'un avertissement et de deux parties.

### Avertissement
Dans cet Avertissement, Boulainvilliers prétend avoir « fidèlement expliqué la Doctrine » de Baruch Spinoza.

### Troisième partie
Contrairement à la version imprimée, tous les manuscrits comprenant l'Avertissement font mention des « trois traités suivants » et Boulainvilliers avertit à deux reprises qu'il y aura trois sections dans son analyse : la deuxième partie traite des « affections » et la troisième partie « de la puissance que l'on suppose être en moi pour les gouverner » (p.139 du MS 2235 de la bibliothèque de l'Arsenal). Boulainvilliers a visiblement abandonné ce travail, ainsi, les lecteurs francophones n'ont pas pu saisir toute la portée du système de Spinoza puisque celui-ci est tronqué de sa théorie du bonheur.

## Écriture
Boulainvilliers écrit vraisemblablement cet ouvrage entre 1704 et 1722, période durant laquelle il lit le Traité théologico-politique (dont il écrit un commentaire en 1695) et les Opera posthuma de Spinoza.
Par ailleurs, plusieurs commentaires de contemporains de Boulainvilliers suggèrent qu'il a revu son texte à plusieurs reprises : Nicolas Fréret dans une lettre et Nicolas Lenglet Du Fresnoy dans son  « Avertissement » à la Réfutation des erreurs de Benoît de Spinoza.
Selon Geraldine Sheridan, il y a deux archétypes du texte : un archétype A et un archétype B.

## Manuscrits
En 1738, plus de 20 copies sont recensées,[source insuffisante]. En 1837, John Cochran met en vente un manuscrit de l'écrit de Boulainvillers en deux volumes pour 2 livres, 12 sous et 6 deniers. Selon Geneviève Artigas-Menant, la bibliothèque de l'abbaye Saint-Victor de Paris possédait une copie de la première partie de l'Essai de métaphysique : il s'agit de la neuvième pièce d'un « recueil de sermons et instructions sur différents sujets »,. La copie de la bibliothèque municipale d'Arras qui appartenait au fonds Abvielle a brûlé en 1915. En 1960, Spink évoque 15 copies : deux de ces copies s'avèreront être des attributions erronées. Ainsi, en 1982, Paul Vernière évoque le fait qu'il subsiste 13 copies de l'écrit de Boulainvilliers. En 1996, Geraldine Sheridan évoque l'existence de 21 copies dont aucune ne paraît être de la main de Boulainvilliers.
Actuellement, 24 copies manuscrites de l'Essai de métaphysique sont répertoriées : 
- Angoulême, bibliothèque municipale : MS 29[10] : cette copie fait partie d'une collection reliée aux armes des Crussol, or Bonne-Marie-Joséphine Bernard de Boulainviller (arrière petite-fille de Boulainvilliers du côté Bernard de Rieux) a épousé Henri-Charles-Emmanuel vicomte de Crussol. Cette copie professionnelle a peut-être son origine dans la famille Boulainvilliers ;
- Auxerre, bibliothèque municipale : MSS 235-236[10] ;
- Auxerre, bibliothèque municipale : MS 237 (première partie seulement)[10] ;
- Besançon, bibliothèque municipale : MS 418 (Lire en ligne)[10] ;
- Chaumont, bibliothèque municipale : MS 185[10] ;
- Dresden, Sächsische Landesbibliothek, MS N 68 : cette copie aurait été acquise par Jacob Friedrich Reimmann (grand connaisseur d'œuvres défendues et historien de l'athéisme). Une note manuscrite en latin datée de 1724[N 6], probablement de sa main, donne une version de la description qu'il a publiée en 1725 dans son Historia universalis atheismi et atheorum falso et merito suspectorum, un extrait de cette note omis dans l'ouvrage imprimé indique que Boulainvilliers « a défendu de manière audacieuse les mystères du Maître [Spinoza] et n'a pas caché la signification des conclusions qui s'ensuivaient » (Reimmann a peut-être supprimé cet extrait dans le but de ne pas attirer plus d'attention qu'il ne le souhaitait sur l'écrit de Boulainvilliers)[N 7] ;
- Czech Republic, Krivoklat Castle, MS I d 9 : il s'agirait d'une copie du manuscrit de Dresde : les deux notes de la version de Dresde se retrouvent dans cette copie. De plus, le filigrane d'un papetier en Bohême suggère une date de réalisation postérieure à 1768 (soit bien après l'impression de la Réfutation en 1731). L'ex-libris identifie le bibliophile Johann Christian Gottfried Jahn : il possédait une bibliothèque de livres prohibés à Dresde dont il a publié le catalogue en 1755-1757 (dans ce catalogue, la Réfutation apparaît)[N 8]. Ce manuscrit a ensuite été acquis par la famille Fürstenberg à Prague : leur ex-libris est collé sur les plats. Il appartient toujours à leur collection ;
- La Flèche, Prytanée Militaire, MS 6[11] : il s'agit probablement d'une saisie révolutionnaire car ce manuscrit ne figure pas à l'inventaire de 1776 et la reliure n'est pas de type scolaire ;
- Laon, bibliothèque municipale : MS 514[10] ;
- Madrid, biblioteca nacional : MS 9788 ;
- Montréal, McGill : MS 1 ;
- François Moureau, collection privée ;
- Paris, Arsenal, MS 2235[10] : cette copie appartenait au marquis René-Louis d'Argenson, ami de Boulainvilliers. L'exemplaire de l'Arsenal provient de la bibliothèque d'Antoine-René d'Argenson, fils de René-Louis d'Argenson. Selon Geraldine Sheridan, cette copie présente le texte le plus correct[12] ;
- Paris, Arsenal, MS 2236[10] : cet exemplaire a appartenu à Samuel Bernard (la trace de ses armes est présente sur la couverture de l'ouvrage : les armes ne sont plus présentes sur l'exemplaire). Il s'agit du travail d'un copiste professionnel : il ne s'agit donc pas d'une copie réalisée par le secrétaire de Boulainvilliers à l'usage du comte. Elle comporte beaucoup d'erreurs, ce qui tend à appuyer l'hypothèse d'une copie « commerciale » que Samuel Bernard aurait pu acheter dans les ateliers clandestins ;
- Paris, BNF, MS 9111 (Lire en ligne)[10] ;
- Paris, BNF, MS 12242 (Lire en ligne) - 12243 (Lire en ligne)[10] ;
- Paris, bibliothèque Mazarine, MS 3558 (anciennement MS 1515) : le filigrane est une vignette ovale dans laquelle une couronne est tenue par deux lions. Sous le titre du recueil, il y a l'indication « Boyer de S.P », probablement de la main d'Arsène Thiébaut de Berneaud ;
- Paris, bibliothèque Mazarine, MS 3560[13] (anciennement MS 1514) : 68 feuillets : il n'y a que la première partie ; le filigrane de la page est parfois une armoirie, parfois le nom du fabricant de papier (mais sans régularité dans l’alternance). D’après Filigranes et autres caractéristiques des papiers fabriqués en France aux XVIIe et XVIIIe siècles de Gaudriault, il s'agirait de l'armoirie de Bourgogne : le dessin est très proche du n° 74 figurant sur la planche n° 13, chap. 7. Le nom du fabricant quant à lui est P. FLACHON et E. FLACHON ;
- Toulouse, bibliothèque municipale, MS 757 ;
- Troyes, bibliothèque municipale, MS 2820[10] ;
- Valencienne, bibliothèque municipale, MS 295[10] : cette copie est celle du prince Alexandre-Emmanuel de Croÿ-Solre (1676-1723), cousin collatéral de Boulainvilliers, il partageait ses goûts pour l’œuvre de Spinoza et l'astrologie[N 9],[14] ;
- Viena, Österreichische Nationalbiblothek, MS 10399 (Hohendorf. Q. 10) : ce manuscrit vient de la collection du baron Georg Wilhelm Hohendorf (vers 1670-1719) ;
- Wittenberg, Evangelisches Predigerseminar, MS 29 ;
- collection privée (évoquée dans La Lettre clandestine n°29, 2021)[7].

Les manuscrits de la BNF, MS 3558 de Mazarine, MS 237 d'Auxerre et MS 514 de Laon nomment Boulainvilliers dans le titre. Contrairement aux manuscrits MS 2236 de l'Arsenal, MS 235-236 d'Auxerre, MS 29 d'Angoulême, MS 2820 de Troyes et MS 295 de Valenciennes qui nomment l'auteur avec les initiales M.L.C.D.C.D.B. (i.e. Monsieur Le Comte De Charles De Boulainvilliers).
En 1996, Sheridan évoque trois groupes de manuscrits affiliés :
- le groupe auquel appartient le manuscrit MS 2236 de l'Arsenal et qui porte la mention : « copié sur l'original de l'auteur au mois d'aoust 1712 » ;
- le groupe qui porte la mention : « copié sur l'original de l'auteur au mois d'aoust 1714 » : cette mention est peut-être une erreur de copiste ou mentionne un texte modifié par Boulainvilliers ;
- le groupe des copies du manuscrit du baron Hohendorf.

Les manuscrits de l'Arsenal montrent que déjà dans les cercles les plus proches de Boulainvilliers, la Vie de Spinosa de Colerus et l'Esprit de Spinoza étaient unis à l'Essai de métaphysique pour former une espèce de corpus spinozarum.
Dans le Catalogue des ouvrages de M. le Comte de Boulainvilliers, fait par lui-même, Boulainvilliers évoque une « Exposition de Spinosa » qui désignerait selon Renée Simon l'Essai de métaphysique.

## Diffusion
Dès les premières années du XVIIIe siècle, le Traité des trois imposteurs ainsi que Vie de Spinoza ont commencé à circuler dans un même recueil manuscrit. Un peu plus tard une « summa du spinozisme » est constituée regroupant également l'Essai de métaphysique dans le même recueil. Ce recueil se nomme : La Métaphysique et l'Éthique de Spinoza, son Esprit et sa Vie.

## Publication
Avant sa publication, de nombreuses copies de l'ouvrage de Boulainvilliers circulent et sont vendues très chères par les libraires. Nicolas Fréret nous informe du fait qu'« un homme fort connu dans le public par sa qualité de libraire d'épée » a vendu des copies de cet ouvrage. Le 20 janvier 1725, un lieutenant de police écrit au duc de Bourbon pour l'informer de l'arrestation de Bonnet, Le Coulteux et Lépine qui copiaient et distribuaient des écrits de Boulainvilliers.
L'ouvrage est publié en 1731 à Bruxelles (éditeur : François Foppens) par Nicolas Lenglet Du Fresnoy sous le titre Réfutation des erreurs de Benoît de Spinoza avec les réfutations de Fénelon et Lamy. Concernant cette publication, Mathieu Marais écrit dans une lettre à Jean Bouhier datée du 4 mai 1732 : « Pour le Spinoza de M. de Boulainvilliers, je l'ai vu manuscrit et c'est une étrange idée d'avoir voulu éclaircir ce que cet athée avait tenu obscur. Le titre de la Réfutation ne trompera personne, dès que cela est répandu. »
Le succès de cette publication fut « prodigieux » selon Paul Vernière : en effet, sur 79 catalogues de bibliothèques privées (établis entre 1731 et 1789), le recueil est retrouvé 25 fois,.
La Réfutation est évoquée en 1806 dans le Dictionnaire critique, littéraire et bibliographique des principaux livres condamnés au feu, supprimés ou censurés de Gabriel Peignot : en effet, cet ouvrage a fait l'objet d'une suppression à tel point que Guillaume-François Debure note en 1768 que les éditions imprimées sont devenues presque aussi rares que les copies manuscrites.

## Éditions contemporaines
En 1973, Renée Simon publie une édition de l'Essai de métaphysique dans les Œuvres Philosophiques de Henry de Boulainviller.
Selon Geraldine Sheridan, l'Essai de métaphysique mérite une nouvelle édition pour différentes raisons :
- du fait de la valeur du texte lui-même et du rayonnement qu'il a eu dans l'Europe des Lumières[21] ;
- car les deux éditions existantes (celle de 1731 et celle de 1973) n'ont aucun apparat critique et n'ont pas éclairci le rapport entre les manuscrits et le texte publié : une partie de l'intérêt de cet écrit est lié à la circulation et à la dissémination de celui-ci, à son rapport avec les autres textes spinozistes de Boulainvilliers et à sa place dans la tradition manuscrite clandestine[21].

Geraldine Sheridan prépare une édition critique de l'Essai de métaphysique. Dans son travail d'édition, elle utilise trois méthodes :
- une recherche historique en partant des données sur les manuscrits du cabinet de travail de Boulainvilliers et leur devenir au moment de sa mort[2]. En effet, selon Sheridan, l'hypothèse la plus convaincante est celle de Harold A. Ellis : d'après les catalogues de vente de la famille Bernard, Samuel Bernard aurait acquis une grande collection de manuscrits des œuvres de Boulainvilliers ou lui ayant appartenu[22] ;
- une analyse systématique des manuscrits restants (reliures, papiers, écritures, provenances, dates indiquées)[2] ;
- une approche textuelle avec la collation des textes[2].

Elle évoque le fait que son travail a été retardé par la difficulté d'obtention de microfilms des manuscrits dans certaines bibliothèques publiques de France.

## Commentaires
Boulainvilliers est, après Pierre Bayle, le plus actif artisan de la diffusion du spinozisme en France.

### Les «implants» extra-spinozistes
Selon Jean Deprun, l'Essai de métaphysique enlève au spinozisme son couronnement mystique et lui incorpore des « implants » extra-spinozistes avec lesquels s'affirment le droit d'une lecture créatrice : 
- l'implant cartésien[25] : il s'agit du réemploi du cogito et de l'exemple du « morceau de cire » à deux reprises[26] ;
  - cogito : « Telle est la première de nos connaissances qui consiste dans la conviction que nous avons de notre existence. Connaissance accompagnée de sentiment, rendue certaine par l'axiome commun : Je pense, donc je suis, ou je suis pensant, contre lequel je ne crois pas que l'on puisse raisonnablement former d'incident, sous le prétexte de la forme de l'argumentation qui y est contenue, parce que son sujet est une notion indubitable. »[27] : il s'agit d'un cogito « ouvert » qui débouche immédiatement sur la connaissance d'autrui et sur la connaissance des corps[24] ;
  - morceau de cire : Boulainvilliers évoque la permanence et l'identité de la cire pour faire comprendre le rapport du mode à la substance dans les ordres de l'étendue et de la pensée[N 13] ;
- l'implant malebranchiste est plus directement lexical[25],[N 14] : la première partie de l'Essai de métaphysique s'intitule De l'Être en général et en particulier : l'« Être en général » désigne plusieurs fois le Dieu-Substance dans l'écrit[28]. Le corps du texte utilise des désignations semblables comme « L'Être abstrait et général »[29], « l'Être absolument général »[30], « l'Être absolu et général »[31], « l'Être universel »[32], « l'Être infini et universel »[33], et « l'Être suprême » (à trois reprises[34]) ;
  - dans le Traité théologico-politique (Chapitre XIV), Spinoza utilise à deux reprises la désignation « Être suprême » (« Ens supremum »[N 15]) qui figure également chez Malebranche : dans les états I-II de l'ouvrage De la recherche de la vérité[35] et dans les Entretiens métaphysiques (II, §II)[36]. Par ailleurs, Boulainvilliers, ayant été formé au collège de Juilly, a pu être influencé par les écrits de Pierre de Bérulle [28] : le terme « Être suprême » figure à vingt reprises dans l’œuvre de Bérulle (dont neuf occurrences dans les Grandeurs de Jésus)[24],[N 16]. Les autres désignations sus-citées ne sont pas utilisées par Spinoza mais seulement par Malebranche[28] ;
  - pour l'« Être en général », Boulainvilliers a pu le trouver dans De la recherche de la vérité (III, II, VIII, §1[37] et IV, XI, §2[38]), les Conversations chrétiennes (III)[39] et les Entretiens métaphysiques (II, §4)[40],[24] ;
  - pour l'« Être universel », Boulainvilliers a pu le trouver dans le Xe Éclaircissement[41],[24] ;
  - mais cet implant a des limites : Boulainvilliers prend position contre l'argument apologétique tiré d'une « prétendue insatiabilité du corps humain »[42]. Selon Jean Deprun, cette position vise des pages célèbres de la Recherche de la Vérité (III, I, IV, §I-II)[43],[N 17]. En effet, pour Boulainvilliers, la multiplication de nos désirs résulte des impressions extérieures et ne laisse pas place au schéma augustinien ;
- l'implant lockiste[28].

### L'influence duCourt traité
Selon Geraldine Sheridan, l'Essai de métaphysique est aussi bien influencé par le Court Traité de Dieu, de l'homme et de la béatitude (premier jet du « système » de Spinoza) que par l’Éthique : cela tend à expliquer pourquoi l’Éthique n'est pas mentionné dans le titre de l'ouvrage de Boulainvilliers. La mise en cause par Gianluca Mori de l'attribution à Boulainvilliers de la traduction de l'Éthique publiée en 1907 par Colonna d'Istria ,(sur un manuscrit de Lyon) impose de réexaminer l'importance presque exclusive donnée à l'Éthique dans la lecture de l'Essai de métaphysique. D'autant que dans les Extraits de lectures de M. le comte de Boulainviller avec des réflexions, on trouve l'Abrégé ou courte exposition de l'opinion de Spinoza touchant la divinité, l'esprit humain et les fondements de la morale dans lequel il y a des traces du Court traité de Spinoza, on trouve également d'autres passages de ces Extraits de lectures qui se réfèrent à Spinoza et qui pourraient témoigner de la lecture du Court traité.
Geraldine Sheridan ajoute par ailleurs qu'« il reste du travail à faire sur le corpus des œuvres « spinozistes » de Boulainviller. »

### Attribution duTraité des trois imposteurs
Selon Lorenzo Rustighi, les thèses soutenues par Boulainvilliers dans l'Essai de métaphysique expliquent le fait que le Traité des trois imposteurs lui ait été attribué. Mais pour Rustighi, cette attribution n'est pas raisonnable surtout si on compare le Traité des trois imposteurs à la Vie de Mahomed (écrite par Boulainvilliers).